# Twitter moments
Twitter Moments era una funcionalidad que Twitter, ahora renombrada como X, puso a disposición de todos los usuarios y que permite crear una historia a través de una serie de tuits elegidos por la misma persona. Esta herramienta fue lanzada en octubre con la finalidad de elegir la información más confiable acerca de noticias de último momento, o más relevantes según la ubicación del usuario.
La función de Twitter Moments aparecía como una pestaña entre las notificaciones y los mensajes del usuario. Cuando los usuarios hacían clic o apuntaban en la pestaña, les mostraba una lista de "Momentos", los cuales eran una selección editorial de tuits que van desde noticias de última hora a fotos de animales, resultados de fútbol y tuits de celebridades.
El miércoles 7 de diciembre del 2022, mediante un tuit del soporte del sitio, se comunicó que a partir de ese día la mayoría de usuarios no podrían crear nuevos momentos dando así el fin de Twitter Moments. Actualmente los momentos anteriores aún siguen disponibles.

## Características
Las temáticas de Moments van desde noticias hasta eventos deportivos o entregas de premios. Los usuarios tenían la opción de seguir a Moments, la cual dirigía los tuits a la línea de tiempo, para ir viendo los nuevos tuits y nueva información.
- Los usuarios tenían la opción de "seguir" un momento y de tener actualizaciones de tuits añadidas a su historial.

- Si se accedía a Twitter Moments a través de uno de los mensajes, este aparecía por defecto y en cualquier momento se podía eliminar.

- La aplicación sugería algunos mensajes del apartado "Me gusta" para incluirlos a la historia.